# Scourged Flesh
Scourged Flesh ist eine australische christliche Death- und Thrash-Metal-Band aus Perth, die 2006 gegründet wurde.

## Geschichte
Die Band wurde im Februar 2006 gegründet und veröffentlichte noch im selben Jahr ihr Debütalbum Released from Damnation bei Rowe Productions. Nach der Veröffentlichung wurde der Bassist Simon Bracegirdle durch Scott Lockyer ersetzt. Im folgenden Jahr schloss sich in Eigenveröffentlichung das zweite Album Bury the Lies an. 2008 kam der Gitarrist Daniel Holmes zur Besetzung, während Lockyer durch Simon Hoggett ersetzt wurde. Das Album Welcome to the End of the World, das 2009 über Soundmass Records veröffentlicht wurde, ist das bislang letzte der Band.

## Stil
Brian Fischer-Giffin bezeichnete in seiner Encyclopedia of Australian Heavy Metal die Musik der ersten beiden Alben als melodischen, christlichen Thrash Metal, der einen rauen Gesang verwende. Jost Frommhold von metal.de bezeichnete den Stil in seiner Rezension zu Welcome to the End of the World als „groove-betonten, hocheingängigen, elaborierten und nachhaltigen Todesblei“. Das Intro des ersten Songs rufe Erinnerungen an Tyler Bates wach, während der Rest sehr groove-lastig sei und durch neuere Slayer beeinflusst klinge. War Machine sei noch groove-betoner, lasse Gemeinsamkeiten zu Carcass durchschauen und habe auch etwas von King’s X. Vor allem der Gesang und die Riffs würden an Carcass zu Heartwork-Zeiten erinnern. Napier lasse Parallelen zu Quo Vadis auf dem Album Day into Night erkennen. In weiteren Liedern klinge die Band zudem oft nach Bolt Thrower. Die Gruppe mache von Gitarren-Soli Gebrauch, komme jedoch nicht an Bands wie etwa Death heran. Reini von stormbringer.at beschrieb die Musik als Mischung aus Thrash- und Death-Metal, die jedoch Ideenreichtum, abwechslungsreiches Songwriting und einen spannenden Songaufbau vermissen lasse. Die Songs seien meist im mittleren Geschwindigkeitsbereich angesiedelt, während die Produktion Schwächen aufweise. Der Gesang klinge wie eine Mischung aus den Bands Death and Destruction und Unleashed. Im Song Waves of Disaster mache die Band von Klargesang Gebrauch.

## Diskografie
- 2006: Released from Damnation (Album, Rowe Productions)
- 2007: Bury the Lies (Album, Eigenveröffentlichung)
- 2009: Welcome to the End of the World (Album, Soundmass Records)